# Елизавета Магдалена Гессен-Дармштадтская
Елизаве́та Магдале́на Ге́ссен-Да́рмштадтская (нем. Elisabeth Magdalena von Hessen-Darmstadt; 23 апреля 1600, Дармштадт, ландграфство Гессен-Дармштадт — 9 июня 1624, Монбельяр, герцогство Монбельяр) — немецкая принцесса из Гессенского дома, дочь Людвига V, ландграфа Гессен-Дармштадтского; в замужестве — герцогиня Вюртемберг-Монбельярская.

## Биография
Елизавета Магдалена — дочь ландграфа Людвиг V Гессен-Дармштадтского и его супруги Магдалены Бранденбургской, дочери курфюрста Иоганна Георга Бранденбургского и Елизаветы Ангальтской.
14 июля 1617 года в Штутгарте Елизавета Магдалена вышла замуж за герцога Людвига Фридриха Монбельярского, став его первой супругой. У супругов родилось трое детей:
- Кристоф (1620—1621)
- Генриетта Луиза (1623—1650), замужем за маркграфом Альбрехтом II Бранденбург-Ансбахским
- Леопольд Фридрих (1624—1662), женат на Сибилле Вюртембергской (1620—1707), дочери герцога Иоганна Фридриха Вюртембергского.

Елизавета Магдалена умерла от осложнений, возникших после родов младшего сына. После смерти супруги герцог Людвиг Фридрих женился повторно на Анне Элеоноре Нассау-Саарбрюккен-Вейльбургской.